# Campeonato Brasileño de Fútbol Serie B 2024
El Campeonato Brasileño de Serie B 2024 (denominada Brasileirão Betano por motivos de patrocinio) fue la 43.ª edición de la máxima competición profesional de fútbol en Brasil y la 19.ª edición en doble round-robin desde su creación en 2005. Comenzó el 19 de abril y finalizó el 24 de noviembre de 2024.
Por tercer año consecutivo, la región Sudeste tuvo el mayor número de representantes en la Serie B, con ocho equipos garantizados. A continuación, la región Sur contó con la participación de cinco clubes. Por otro lado, el Nordeste tuvo tres participantes confirmados. Fue, junto con la edición de 2019, la ocasión con menor número de participantes de esta región desde que se implementaron los puntos de carrera en 2006.
La región Norte tuvo dos participantes, después de 18 años, cuando Paysandu, Remo y São Raimundo AM superaron esa marca, cuando estuvieron presentes en la edición de 2006. El Centro-Oeste también contó con la participación de dos clubes. La edición contó también con el debut de los equipos de Amazonas y Santos, contando nuevamente con un equipo del grupo de los grandes clubes del fútbol brasileño, después de una edición de ausencia.
Un total de 20 equipos participaron en la competición, incluyendo 12 equipos de la temporada anterior, 4 provenientes del Brasileirão Assaí 2023 y 4 provenientes del Brasileirão Série C 2023. 
Los cuatro mejores equipos ascendieron al Brasileirão 2025.

## Sistema de competición
La competición consta de un grupo único integrado por veinte clubes de toda la geografía brasileña. Siguiendo un sistema de liga, los veinte equipos se enfrentan todos contra todos en dos ocasiones, una en campo propio y otra en campo contrario, sumando un total de 38 jornadas. El orden de los encuentros se decide por sorteo antes de empezar la competición y la clasificación final se establece teniendo en cuenta los puntos obtenidos en cada enfrentamiento, a razón de tres por partido ganado, uno por empate y ninguno en caso de derrota.
- Si al finalizar el campeonato dos equipos igualan a puntos, los mecanismos para desempatar la clasificación son los siguientes:

1. Mayor número de victorias teniendo en cuenta todos los encuentros del campeonato.
2. Mayor diferencia de goles a favor y en contra en todos los encuentros del campeonato.
3. Mayor número de goles a favor teniendo en cuenta todos los encuentros del campeonato.
4. Mayor diferencia entre goles a favor y en contra en los enfrentamientos entre ambos.
5. Menor número de tarjetas rojas teniendo en cuenta todos los encuentros del campeonato.
6. Menor número de tarjetas amarillas teniendo en cuenta todos los encuentros del campeonato.
7. Sorteo.

## Relevos
Veinte equipos competirán en la liga: 12 equipos de la temporada anterior, así como cuatro equipos ascendidos del Brasileirão Série C 2023 y cuatro equipos descendidos del Brasileirão Assaí 2023.
| Pos. | Descendidos de Brasileirão Assaí 2023 |
| ---- | ------------------------------------- |
| 17.º | Santos                                |
| 18.º | Goiás                                 |
| 19.º | Coritiba                              |
| 20.º | América Mineiro                       |

| Pos. | Ascendidos a Brasileirão Assaí 2024 |
| ---- | ----------------------------------- |
| 1.º  | Vitória                             |
| 2.º  | Juventude                           |
| 3.º  | Criciúma                            |
| 4.º  | Atlético Goianiense                 |

| Pos. | Ascendidos de Brasileirão Série C 2023 |
| ---- | -------------------------------------- |
| 1.º  | Amazonas                               |
| 2.º  | Brusque                                |
| 3.º  | Operário                               |
| 4.º  | Paysandu                               |

| Pos. | Descendidos a Brasileirão Série C 2024 |
| ---- | -------------------------------------- |
| 17.º | Sampaio Corrêa                         |
| 18.º | Tombense                               |
| 19.º | Londrina                               |
| 20.º | ABC                                    |

## Información
| Equipo          | Ciudad         | Entrenador       | Capitán               | Estadio                | Capacidad | Proveedor  | Patrocinador               |
| --------------- | -------------- | ---------------- | --------------------- | ---------------------- | --------- | ---------- | -------------------------- |
| Amazonas        | Manaus         | Rafael Lacerda   | Sassá                 | Arena da Amazônia      | 50 000    | Onça       | Governo do Amazonas        |
| América Mineiro | Belo Horizonte | Lisca            | Juninho               | Estadio Independência  | 23 018    | Volt Sport | EstrelaBet                 |
| Avaí            | Florianópolis  | Enderson Moreira | Bruno Cortez          | Ressacada              | 17 826    | Umbro      | PixBet                     |
| Botafogo RP     | Ribeirão Preto | Márcio Zanardi   | Fillipe Soutto        | Estadio Santa Cruz     | 29 292    | Volt Sport | EstrelaBet                 |
| Brusque         | Brusque        | Marcelo Cabo     | Wallace Reis          | Hercílio Luz           | 6 000     | Finta      | Bompack                    |
| Ceará           | Fortaleza      | Léo Condé        | Luiz Otávio           | Castelão               | 63 903    | Vozão      | EstrelaBet                 |
| Chapecoense     | Chapecó        | Gilmar Dal Pozzo | Airton                | Arena Condá            | 20 089    | Umbro      | Aurora                     |
| Coritiba        | Curitiba       | Jorginho         | Henrique              | Estadio Couto Pereira  | 40 502    | Sou 1909   | Neodent                    |
| CRB             | Maceió         | Hélio dos Anjos  | Gum                   | Trapichão              | 17 126    | Regatas    | Champion Watch             |
| Goiás           | Goiânia        | Vágner Mancini   | Tadeu                 | Estadio da Serrinha    | 14 450    | Gr33n      | Esportes da Sorte          |
| Guarani         | Campinas       | Allan Aal        | Diogo Mateus          | Brinco de Ouro         | 29 130    | Kappa      | Furacão - FW Distribuidora |
| Ituano          | Itu            | Chico Elias      | Jefferson Paulino     | Estadio Novelli Júnior | 18 560    | Alluri     | Betfast.io                 |
| Mirassol        | Mirassol       | Mozart           | Gabriel Santana Pinto | Maião                  | 15 000    | Physicus   | Guaraná Poty               |
| Novorizontino   | Novo Horizonte | Eduardo Baptista | Douglas Baggio        | Jorjão                 | 16 000    | Physicus   | Açúcar Santa Isabel        |
| Operário        | Ponta Grossa   | Rafael Guanaes   | Rafael Santos         | Estadio Vila Oficinas  | 10 632    | Karilu     | Philips Áudio e Vídeo      |
| Paysandu        | Belém          | Márcio Fernandes | Robinho               | Curuzu                 | 16 200    | Lobo       | Banpará                    |
| Ponte Preta     | Campinas       | João Brigatti    | Fábio Sanches         | Moisés Lucarelli       | 19 728    | 1900       | EstrelaBet                 |
| Santos          | Santos         | Fábio Carille    | Tomás Rincón          | Estádio Vila Belmiro   | 16 068    | Umbro      | Blaze                      |
| Sport Recife    | Recife         | Pepa             | Rafael Thyere         | Ilha do Retiro         | 32 983    | Umbro      | Betnacional                |
| Vila Nova       | Goiânia        | Thiago Carvalho  | Rafael Donato         | Estadio Vila Nova      | 6 500     | V43        | Grupo Luztol               |

### Entrenadores
| Equipo          | Entrenador (Jornadas) | Fecha de vacante        | Tipo de salida     | Posición en la tabla   | Entrenador entrante  | Fecha de nombramiento   |
| --------------- | --------------------- | ----------------------- | ------------------ | ---------------------- | -------------------- | ----------------------- |
| Botafogo RP     | José Leão             | 25 de noviembre de 2023 | Fin de interinidad | Pretemporada           | Paulo Gomes          | 29 de noviembre de 2023 |
| Sport Recife    | César Lucena          | 25 de noviembre de 2023 | Fin de interinidad | Pretemporada           | Mariano Soso         | 5 de diciembre de 2023  |
| América Mineiro | Diogo Giacomini       | 6 de diciembre de 2023  | Fin de interinidad | Pretemporada           | Cauan de Almeida     | 18 de diciembre de 2023 |
| Goiás           | Mário Henrique        | 6 de diciembre de 2023  | Fin de interinidad | Pretemporada           | Zé Ricardo           | 25 de diciembre de 2023 |
| Santos          | Marcelo Fernandes     | 6 de diciembre de 2023  | Fin de interinidad | Pretemporada           | Fábio Carille        | 19 de diciembre de 2023 |
| Guarani         | Umberto Louzer        | 9 de febrero de 2024    | Despedido          | Campeonatos estaduales | Claudinei Oliveira   | 12 de febrero de 2024   |
| Chapecoense     | Claudinei Oliveira    | 10 de febrero de 2024   | Despedido          | Campeonatos estaduales | Umberto Louzer       | 11 de febrero de 2024   |
| Ituano          | Marcinho Freitas      | 23 de febrero de 2024   | Despedido          | Campeonatos estaduales | Douglas Leite INT    | 23 de febrero de 2024   |
| Ituano          | Douglas Leite         | 26 de febrero de 2024   | Fin de interinidad | Campeonatos estaduales | Alberto Valentim     | 26 de febrero de 2024   |
| Vila Nova       | Higo Magalhães        | 17 de marzo de 2024     | Mutuo acuerdo      | Campeonatos estaduales | Márcio Fernandes     | 18 de marzo de 2024     |
| Goiás           | Zé Ricardo            | 25 de marzo de 2024     | Mutuo acuerdo      | Campeonatos estaduales | Márcio Zanardi       | 31 de marzo de 2024     |
| Amazonas        | Luizinho Vieira       | 16 de abril de 2024     | Despedido          | Campeonatos estaduales | Adílson Batista      | 16 de abril de 2024     |
| Avaí            | Eduardo Barroca       | 26 de abril de 2024     | Despedido          | 18.°                   |                      |                         |
| Guarani         | Claudinei Oliveira    | 27 de abril de 2024     | Despedido          | 19.°                   | Marcelo Cordeiro INT | 29 de abril de 2024     |

## Localización
| Región         | N.º | Equipos                                                                     |
| -------------- | --- | --------------------------------------------------------------------------- |
| São Paulo      | 7   | Botafogo RP, Guarani, Ituano, Mirassol, Novorizontino, Ponte Preta y Santos |
| Santa Catarina | 3   | Avaí, Brusque y Chapecoense                                                 |
| Goiás          | 2   | Goiás y Vila Nova                                                           |
| Paraná         | 2   | Coritiba y Operário                                                         |
| Alagoas        | 1   | CRB                                                                         |
| Amazonas       | 1   | Amazonas                                                                    |
| Ceará          | 1   | Ceará                                                                       |
| Minas Gerais   | 1   | América Mineiro                                                             |
| Pará           | 1   | Paysandu                                                                    |
| Pernambuco     | 1   | Sport Recife                                                                |

## Clasificación
| Pos. | Equipo           | Pts. | PJ | G  | E  | P  | GF | GC | Dif. | Clasificación         |
| ---- | ---------------- | ---- | -- | -- | -- | -- | -- | -- | ---- | --------------------- |
| 1    | Santos (C, A)    | 68   | 38 | 20 | 8  | 10 | 57 | 32 | +25  | Ascenso a la Série A  |
| 2    | Mirassol (A)     | 67   | 38 | 19 | 10 | 9  | 42 | 27 | +15  | Ascenso a la Série A  |
| 3    | Sport Recife (A) | 66   | 38 | 19 | 9  | 10 | 57 | 37 | +20  | Ascenso a la Série A  |
| 4    | Ceará (A)        | 64   | 38 | 19 | 7  | 12 | 59 | 41 | +18  | Ascenso a la Série A  |
| 5    | Novorizontino    | 64   | 38 | 18 | 10 | 10 | 43 | 31 | +12  |                       |
| 6    | Goiás            | 63   | 38 | 18 | 9  | 11 | 56 | 32 | +24  |                       |
| 7    | Operário-PR      | 58   | 38 | 16 | 10 | 12 | 34 | 32 | +2   |                       |
| 8    | América Mineiro  | 58   | 38 | 15 | 13 | 10 | 50 | 35 | +15  |                       |
| 9    | Vila Nova        | 55   | 38 | 16 | 7  | 15 | 43 | 53 | −10  |                       |
| 10   | Avaí             | 53   | 38 | 14 | 11 | 13 | 34 | 32 | +2   |                       |
| 11   | Amazonas         | 52   | 38 | 14 | 10 | 14 | 31 | 37 | −6   |                       |
| 12   | Coritiba         | 50   | 38 | 14 | 8  | 16 | 41 | 44 | −3   |                       |
| 13   | Paysandu         | 50   | 38 | 12 | 14 | 12 | 41 | 43 | −2   |                       |
| 14   | Botafogo-SP      | 45   | 38 | 11 | 12 | 15 | 36 | 51 | −15  |                       |
| 15   | Chapecoense      | 44   | 38 | 11 | 11 | 16 | 34 | 44 | −10  |                       |
| 16   | CRB              | 43   | 38 | 11 | 10 | 17 | 38 | 45 | −7   |                       |
| 17   | Ponte Preta (D)  | 38   | 38 | 10 | 8  | 20 | 37 | 55 | −18  | Descenso a la Série C |
| 18   | Ituano (D)       | 37   | 38 | 11 | 4  | 23 | 43 | 64 | −21  | Descenso a la Série C |
| 19   | Brusque (D)      | 36   | 38 | 8  | 12 | 18 | 24 | 44 | −20  | Descenso a la Série C |
| 20   | Guarani (D)      | 33   | 38 | 8  | 9  | 21 | 33 | 53 | −20  | Descenso a la Série C |

Actualizado a los partidos jugados el 22 de noviembre de 2024.
 Fuente: CBF
Criterios de clasificación: Puntos · Victorias · Diferencia de goles · Goles a favor · Enfrentamientos directos (solo entre dos equipos) · Menor cantidad en tarjetas rojas · Menor cantidad en tarjetas amarillas · Sorteo

## Evolución
| Equipo          | 01 | 02 | 03 | 04 | 05 | 06 | 07 | 08 | 09 | 10 | 11 | 12 | 13 | 14 | 15 | 16 | 17 | 18 | 19 | 20 | 21 | 22 | 23 | 24 | 25 | 26 | 27 | 28 | 29 | 30 | 31 | 32 | 33 | 34 | 35 | 36 | 37 | 38 |
| Equipo          |    |    |    |    |    |    |    |    |    |    |    |    |    |    |    |    |    |    |    |    |    |    |    |    |    |    |    |    |    |    |    |    |    |    |    |    |    |    |
| --------------- | -- | -- | -- | -- | -- | -- | -- | -- | -- | -- | -- | -- | -- | -- | -- | -- | -- | -- | -- | -- | -- | -- | -- | -- | -- | -- | -- | -- | -- | -- | -- | -- | -- | -- | -- | -- | -- | -- |
| Santos          | 3  | 1  | 1  | 3  | 1  |    |    |    |    |    |    |    |    |    |    |    |    |    |    |    |    |    |    |    |    |    |    |    |    |    |    |    |    |    |    |    |    |    |
| Sport Recife    | 5  | 2  | 2  | 1  | 2  |    |    |    |    |    |    |    |    |    |    |    |    |    |    |    |    |    |    |    |    |    |    |    |    |    |    |    |    |    |    |    |    |    |
| Goiás           | 13 | 5  | 3  | 2  | 3  |    |    |    |    |    |    |    |    |    |    |    |    |    |    |    |    |    |    |    |    |    |    |    |    |    |    |    |    |    |    |    |    |    |
| Vila Nova       | 4  | 9  | 7  | 8  | 4  |    |    |    |    |    |    |    |    |    |    |    |    |    |    |    |    |    |    |    |    |    |    |    |    |    |    |    |    |    |    |    |    |    |
| América Mineiro | 10 | 6  | 8  | 4  | 5  |    |    |    |    |    |    |    |    |    |    |    |    |    |    |    |    |    |    |    |    |    |    |    |    |    |    |    |    |    |    |    |    |    |
| Ceará           | 8  | 13 | 14 | 10 | 6  |    |    |    |    |    |    |    |    |    |    |    |    |    |    |    |    |    |    |    |    |    |    |    |    |    |    |    |    |    |    |    |    |    |
| Operário        | 7  | 4  | 5  | 5  | 7  |    |    |    |    |    |    |    |    |    |    |    |    |    |    |    |    |    |    |    |    |    |    |    |    |    |    |    |    |    |    |    |    |    |
| Chapecoense     | 2  | 3  | 4  | 6  | 8  |    |    |    |    |    |    |    |    |    |    |    |    |    |    |    |    |    |    |    |    |    |    |    |    |    |    |    |    |    |    |    |    |    |
| Mirassol        | 18 | 10 | 11 | 7  | 9  |    |    |    |    |    |    |    |    |    |    |    |    |    |    |    |    |    |    |    |    |    |    |    |    |    |    |    |    |    |    |    |    |    |
| Coritiba        | 9  | 7  | 10 | 13 | 10 |    |    |    |    |    |    |    |    |    |    |    |    |    |    |    |    |    |    |    |    |    |    |    |    |    |    |    |    |    |    |    |    |    |
| Avaí            | 16 | 18 | 17 | 14 | 11 |    |    |    |    |    |    |    |    |    |    |    |    |    |    |    |    |    |    |    |    |    |    |    |    |    |    |    |    |    |    |    |    |    |
| Novorizontino   | 6  | 11 | 6  | 9  | 12 |    |    |    |    |    |    |    |    |    |    |    |    |    |    |    |    |    |    |    |    |    |    |    |    |    |    |    |    |    |    |    |    |    |
| CRB             | 15 | 15 | 15 | 11 | 13 |    |    |    |    |    |    |    |    |    |    |    |    |    |    |    |    |    |    |    |    |    |    |    |    |    |    |    |    |    |    |    |    |    |
| Ponte Preta     | 12 | 17 | 9  | 12 | 14 |    |    |    |    |    |    |    |    |    |    |    |    |    |    |    |    |    |    |    |    |    |    |    |    |    |    |    |    |    |    |    |    |    |
| Amazonas        | 14 | 14 | 18 | 15 | 15 |    |    |    |    |    |    |    |    |    |    |    |    |    |    |    |    |    |    |    |    |    |    |    |    |    |    |    |    |    |    |    |    |    |
| Brusque         | 1  | 8  | 12 | 16 | 16 |    |    |    |    |    |    |    |    |    |    |    |    |    |    |    |    |    |    |    |    |    |    |    |    |    |    |    |    |    |    |    |    |    |
| Botafogo RP     | 11 | 12 | 13 | 18 | 17 |    |    |    |    |    |    |    |    |    |    |    |    |    |    |    |    |    |    |    |    |    |    |    |    |    |    |    |    |    |    |    |    |    |
| Guarani         | 20 | 19 | 19 | 17 | 18 |    |    |    |    |    |    |    |    |    |    |    |    |    |    |    |    |    |    |    |    |    |    |    |    |    |    |    |    |    |    |    |    |    |
| Ituano          | 17 | 20 | 20 | 20 | 19 |    |    |    |    |    |    |    |    |    |    |    |    |    |    |    |    |    |    |    |    |    |    |    |    |    |    |    |    |    |    |    |    |    |
| Paysandu        | 19 | 16 | 16 | 19 | 20 | 20 |    |    |    |    |    |    |    |    |    |    |    |    |    |    |    |    |    |    |    |    |    |    |    |    |    |    |    |    |    |    |    |    |

## Resultados

### Primera vuelta
| Botafogo-SP   | 1 - 1 | América Mineiro | 19 de abril | 19:00 |
| Novorizontino | 2 - 1 | CRB             | 19 de abril | 19:00 |
| Operário-PR   | 1 - 0 | Avaí            | 19 de abril | 21:00 |
| Chapecoense   | 3 - 1 | Ituano          | 20 de abril | 15:30 |
| Santos        | 2 - 0 | Paysandu        | 20 de abril | 16:30 |
| Amazonas      | 2 - 3 | Sport Recife    | 20 de abril | 17:00 |
| Ceará         | 1 - 1 | Goiás           | 20 de abril | 18:00 |
| Ponte Preta   | 1 - 1 | Coritiba        | 21 de abril | 18:00 |
| Vila Nova     | 2 - 0 | Guarani         | 22 de abril | 21:00 |
| Brusque       | 3 - 1 | Mirassol        | 23 de abril | 21:00 |

| Sport Recife    | 2 - 0 | Vila Nova     | 26 de abril | 19:00 |
| Ituano          | 0 - 2 | Operário-PR   | 26 de abril | 19:00 |
| Avaí            | 0 - 2 | Santos        | 26 de abril | 20:00 |
| Guarani         | 0 - 1 | Chapecoense   | 26 de abril | 21:00 |
| Paysandu        | 1 - 1 | Botafogo-SP   | 27 de abril | 17:00 |
| CRB             | 0 - 0 | Amazonas      | 27 de abril | 17:00 |
| América Mineiro | 2 - 0 | Novorizontino | 27 de abril | 18:00 |
| Coritiba        | 1 - 0 | Brusque       | 28 de abril | 16:00 |
| Goiás           | 3 - 0 | Ponte Preta   | 28 de abril | 18:30 |
| Mirassol        | 3 - 2 | Ceará         | 29 de abril | 19:30 |

| Paysandu    | 0 - 0 | Avaí            | 3 de mayo | 19:00 |
| Coritiba    | 0 - 1 | Sport Recife    | 3 de mayo | 21:30 |
| Chapecoense | 2 - 2 | América Mineiro | 4 de mayo | 17:00 |
| Vila Nova   | 1 - 0 | Operário-PR     | 4 de mayo | 18:00 |
| Ituano      | 1 - 3 | Novorizontino   | 4 de mayo | 21:00 |
| Brusque     | 0 - 2 | Goiás           | 5 de mayo | 16:00 |
| Ceará       | 2 - 2 | CRB             | 6 de mayo | 19:00 |
| Ponte Preta | 3 - 0 | Amazonas        | 6 de mayo | 20:00 |
| Santos      | 4 - 1 | Guarani         | 6 de mayo | 21:00 |
| Botafogo-SP | 0 - 0 | Mirassol        | 7 de mayo | 21:00 |

| América Mineiro | 3 - 1 | Vila Nova   | 8 de mayo  | 21:00 |
| Novorizontino   | 0 - 3 | Ceará       | 10 de mayo | 19:00 |
| Goiás           | 2 - 0 | Ituano      | 10 de mayo | 21:30 |
| CRB             | 2 - 0 | Chapecoense | 10 de mayo | 21:30 |
| Guarani         | 2 - 0 | Botafogo-SP | 11 de mayo | 17:00 |
| Operário-PR     | 1 - 1 | Ponte Preta | 11 de mayo | 17:00 |
| Amazonas        | 1 - 0 | Santos      | 11 de mayo | 17:00 |
| Sport Recife    | 4 - 1 | Brusque     | 11 de mayo | 17:00 |
| Avaí            | 1 - 0 | Coritiba    | 11 de mayo | 21:00 |
| Mirassol        | 2 - 1 | Paysandu    | 12 de mayo | 16:00 |

| Avaí            | 2 - 1 | CRB           | 14 de mayo | 19:00 |
| Vila Nova       | 2 - 1 | Novorizontino | 14 de mayo | 19:00 |
| Botafogo-SP     | 0 - 0 | Chapecoense   | 14 de mayo | 21:30 |
| Coritiba        | 1 - 0 | Guarani       | 14 de mayo | 21:30 |
| Ituano          | 1 - 0 | Sport Recife  | 15 de mayo | 19:00 |
| América Mineiro | 0 - 0 | Mirassol      | 15 de mayo | 19:00 |
| Brusque         | 0 - 0 | Operário-PR   | 15 de mayo | 19:00 |
| Ponte Preta     | 1 - 2 | Santos        | 15 de mayo | 21:30 |
| Paysandu        | 1 - 1 | Goiás         | 15 de mayo | 21:30 |
| Ceará           | 2 - 1 | Amazonas      | 15 de mayo | 21:30 |

| CRB           | 1 - 0 | Vila Nova       | 17 de mayo | 19:00 |
| Novorizontino | 0 - 0 | Coritiba        | 17 de mayo | 21:30 |
| Amazonas      | 1 - 1 | Paysandu        | 18 de mayo | 17:30 |
| Goiás         | 4 - 0 | Botafogo-SP     | 18 de mayo | 18:30 |
| Sport Recife  | 1 - 2 | Avaí            | 18 de mayo | 21:00 |
| Santos        | 4 - 0 | Brusque         | 19 de mayo | 11:00 |
| Mirassol      | 2 - 0 | Ituano          | 19 de mayo | 16:00 |
| Operário-PR   | 0 - 0 | Ceará           | 19 de mayo | 16:00 |
| Guarani       | 1 - 2 | América Mineiro | 20 de mayo | 21:00 |
| Chapecoense   | 0 - 0 | Ponte Preta     | 21 de mayo | 17:00 |

| América Mineiro | 2 - 1 | Santos        | 24 de mayo       | 21:30 |
| Guarani         | 0 - 0 | Paysandu      | 25 de mayo       | 21:00 |
| Ituano          | 2 - 0 | Ponte Preta   | 26 de mayo       | 16:00 |
| Vila Nova       | 2 - 2 | Brusque       | 26 de mayo       | 17:00 |
| Ceará           | 2 - 1 | Chapecoense   | 26 de mayo       | 18:30 |
| Coritiba        | 3 - 0 | Operário-PR   | 27 de mayo       | 19:00 |
| Botafogo-SP     | 0 - 1 | Novorizontino | 27 de mayo       | 21:00 |
| Avaí            | 2 - 0 | Goiás         | 27 de mayo       | 21:30 |
| Amazonas        | 1 - 0 | Mirassol      | 28 de mayo       | 19:00 |
| CRB             | 1 - 1 | Sport Recife  | 11 de septiembre | 21:30 |

| Ceará       | 1 - 0 | Coritiba        | 31 de mayo | 19:00 |
| Goiás       | 3 - 0 | Sport Recife    | 31 de mayo | 21:30 |
| Brusque     | 0 - 0 | Novorizontino   | 1 de junio | 17:00 |
| Chapecoense | 1 - 1 | Vila Nova       | 2 de junio | 16:00 |
| Ponte Preta | 4 - 2 | CRB             | 2 de junio | 16:00 |
| Ituano      | 0 - 1 | Avaí            | 2 de junio | 18:30 |
| Santos      | 1 - 2 | Botafogo-SP     | 3 de junio | 20:00 |
| Operário-PR | 1 - 0 | Amazonas        | 3 de junio | 21:00 |
| Mirassol    | 3 - 0 | Guarani         | 4 de junio | 19:00 |
| Paysandu    | 2 - 0 | América Mineiro | 4 de junio | 21:30 |

| Coritiba        | 4 - 2 | Ituano      | 7 de junio  | 19:00 |
| Novorizontino   | 3 - 1 | Santos      | 7 de junio  | 21:00 |
| Guarani         | 0 - 1 | Operário-PR | 8 de junio  | 17:00 |
| Amazonas        | 2 - 1 | Brusque     | 8 de junio  | 17:00 |
| Avaí            | 0 - 0 | Chapecoense | 9 de junio  | 16:00 |
| América Mineiro | 2 - 0 | Ponte Preta | 9 de junio  | 18:30 |
| Vila Nova       | 3 - 2 | Ceará       | 10 de junio | 19:00 |
| Sport Recife    | 1 - 0 | Paysandu    | 10 de junio | 21:30 |
| Mirassol        | 1 - 0 | Goiás       | 11 de junio | 19:00 |
| CRB             | 4 - 1 | Botafogo-SP | 17 de julio | 20:30 |

| Amazonas        | 0 - 1 | Chapecoense   | 13 de junio | 21:00 |
| Operário-PR     | 1 - 0 | Santos        | 14 de junio | 19:00 |
| Avaí            | 3 - 2 | Guarani       | 14 de junio | 21:00 |
| América Mineiro | 2 - 1 | CRB           | 15 de junio | 15:30 |
| Ponte Preta     | 1 - 0 | Novorizontino | 15 de junio | 17:00 |
| Ituano          | 3 - 5 | Paysandu      | 15 de junio | 18:00 |
| Botafogo-SP     | 1 - 0 | Vila Nova     | 16 de junio | 11:00 |
| Brusque         | 1 - 0 | Ceará         | 16 de junio | 16:00 |
| Goiás           | 1 - 1 | Coritiba      | 16 de junio | 18:30 |
| Sport Recife    | 1 - 0 | Mirassol      | 16 de junio | 18:30 |

| Chapecoense   | 0 - 1 | Operário-PR     | 17 de junio | 21:00 |
| Guarani       | 3 - 3 | Ituano          | 18 de junio | 19:00 |
| Novorizontino | 1 - 1 | Amazonas        | 18 de junio | 21:00 |
| Paysandu      | 1 - 1 | CRB             | 18 de junio | 21:30 |
| Santos        | 2 - 0 | Goiás           | 19 de junio | 19:00 |
| Botafogo-SP   | 2 - 0 | Ponte Preta     | 19 de junio | 21:00 |
| Brusque       | 0 - 0 | Avaí            | 19 de junio | 21:30 |
| Coritiba      | 1 - 0 | América Mineiro | 19 de junio | 21:30 |
| Vila Nova     | 1 - 0 | Mirassol        | 20 de junio | 19:00 |
| Ceará         | 0 - 0 | Sport Recife    | 20 de junio | 21:30 |

| CRB             | 1 - 0 | Guarani       | 22 de junio | 17:00 |
| Operário-PR     | 0 - 1 | Botafogo-SP   | 22 de junio | 17:00 |
| Ituano          | 1 - 1 | Brusque       | 22 de junio | 21:00 |
| Chapecoense     | 1 - 2 | Paysandu      | 23 de junio | 16:00 |
| Vila Nova       | 1 - 0 | Goiás         | 23 de junio | 18:30 |
| Sport Recife    | 1 - 2 | Novorizontino | 24 de junio | 19:00 |
| Mirassol        | 0 - 0 | Santos        | 25 de junio | 19:00 |
| América Mineiro | 1 - 1 | Avaí          | 25 de junio | 19:00 |
| Ponte Preta     | 3 - 1 | Ceará         | 25 de junio | 21:00 |
| Amazonas        | 1 - 0 | Coritiba      | 25 de junio | 21:30 |

| Coritiba      | 1 - 1 | Vila Nova       | 29 de junio | 16:00 |
| Botafogo-SP   | 1 - 1 | Sport Recife    | 29 de junio | 17:00 |
| Ceará         | 4 - 2 | Ituano          | 29 de junio | 21:00 |
| Avaí          | 1 - 1 | Amazonas        | 30 de junio | 11:00 |
| Paysandu      | 1 - 1 | Operário-PR     | 30 de junio | 16:00 |
| Guarani       | 1 - 1 | Ponte Preta     | 30 de junio | 18:30 |
| Santos        | 1 - 0 | Chapecoense     | 1 de julio  | 19:00 |
| CRB           | 1 - 1 | Brusque         | 1 de julio  | 21:00 |
| Goiás         | 2 - 1 | América Mineiro | 2 de julio  | 18:30 |
| Novorizontino | 1 - 1 | Mirassol        | 2 de julio  | 20:00 |

| Ceará           | 0 - 1 | Santos        | 5 de julio | 19:00 |
| Brusque         | 0 - 0 | Ponte Preta   | 5 de julio | 21:00 |
| América Mineiro | 2 - 0 | Operário-PR   | 6 de julio | 11:00 |
| Goiás           | 1 - 2 | Chapecoense   | 6 de julio | 17:00 |
| Coritiba        | 1 - 1 | Paysandu      | 7 de julio | 11:00 |
| Ituano          | 3 - 2 | Botafogo-SP   | 7 de julio | 16:00 |
| Guarani         | 0 - 1 | Sport Recife  | 7 de julio | 18:30 |
| Avaí            | 0 - 1 | Novorizontino | 8 de julio | 20:00 |
| Amazonas        | 1 - 2 | Vila Nova     | 8 de julio | 21:00 |
| Mirassol        | 1 - 0 | CRB           | 9 de julio | 21:00 |

| Ponte Preta   | 4 - 2 | Mirassol        | 12 de julio | 19:00 |
| Botafogo-SP   | 0 - 1 | Amazonas        | 12 de julio | 21:00 |
| Paysandu      | 2 - 1 | Ceará           | 12 de julio | 21:30 |
| Novorizontino | 1 - 1 | Guarani         | 13 de julio | 15:30 |
| Sport Recife  | 1 - 1 | América Mineiro | 13 de julio | 17:00 |
| CRB           | 2 - 1 | Coritiba        | 13 de julio | 18:00 |
| Vila Nova     | 2 - 1 | Avaí            | 14 de julio | 16:00 |
| Chapecoense   | 1 - 1 | Brusque         | 14 de julio | 18:30 |
| Santos        | 2 - 0 | Ituano          | 15 de julio | 20:00 |
| Operário-PR   | 2 - 0 | Goiás           | 17 de julio | 21:00 |

| Vila Nova       | 1 - 1 | Santos      | 18 de julio   | 20:00 |
| Novorizontino   | 1 - 0 | Chapecoense | 18 de julio   | 21:00 |
| Avaí            | 0 - 1 | Ceará       | 19 de julio   | 19:00 |
| Coritiba        | 0 - 1 | Mirassol    | 19 de julio   | 21:30 |
| América Mineiro | 0 - 0 | Amazonas    | 20 de julio   | 17:00 |
| CRB             | 1 - 0 | Ituano      | 20 de julio   | 17:00 |
| Paysandu        | 1 - 0 | Ponte Preta | 20 de julio   | 18:00 |
| Guarani         | 2 - 3 | Goiás       | 21 de julio   | 16:00 |
| Botafogo-SP     | 2 - 2 | Brusque     | 21 de julio   | 18:30 |
| Sport Recife    | 1 - 2 | Operário-PR | 16 de octubre | 21:30 |

| Santos      | 4 - 0 | Coritiba        | 22 de julio | 20:00 |
| Chapecoense | 1 - 1 | Sport Recife    | 23 de julio | 19:00 |
| Operário-PR | 0 - 0 | Novorizontino   | 23 de julio | 19:00 |
| Mirassol    | 0 - 0 | Avaí            | 23 de julio | 20:00 |
| Ituano      | 0 - 0 | América Mineiro | 23 de julio | 21:00 |
| Ponte Preta | 2 - 0 | Vila Nova       | 23 de julio | 21:30 |
| Brusque     | 1 - 0 | Paysandu        | 23 de julio | 21:00 |
| Amazonas    | 1 - 1 | Guarani         | 23 de julio | 21:30 |
| Goiás       | 1 - 1 | CRB             | 25 de julio | 21:30 |
| Ceará       | 4 - 1 | Botafogo-SP     | 25 de julio | 21:30 |

| Ituano          | 0 - 0 | Vila Nova     | 26 de julio   | 21:30 |
| Coritiba        | 1 - 0 | Chapecoense   | 27 de julio   | 17:00 |
| Mirassol        | 1 - 0 | Operário-PR   | 27 de julio   | 17:00 |
| Sport Recife    | 3 - 1 | Ponte Preta   | 27 de julio   | 18:00 |
| Guarani         | 1 - 0 | Brusque       | 28 de julio   | 16:00 |
| CRB             | 1 - 1 | Santos        | 28 de julio   | 18:30 |
| América Mineiro | 2 - 2 | Ceará         | 28 de julio   | 18:30 |
| Paysandu        | 1 - 3 | Novorizontino | 29 de julio   | 18:30 |
| Avaí            | 1 - 1 | Botafogo-SP   | 30 de julio   | 21:00 |
| Goiás           | 1 - 0 | Amazonas      | 25 de octubre | 21:30 |

| Brusque       | 0 - 0 | América Mineiro | 2 de agosto | 19:00 |
| Santos        | 1 - 1 | Sport Recife    | 2 de agosto | 21:30 |
| Botafogo-SP   | 2 - 0 | Coritiba        | 3 de agosto | 17:00 |
| Amazonas      | 1 - 0 | Ituano          | 3 de agosto | 21:30 |
| Ponte Preta   | 1 - 0 | Avaí            | 4 de agosto | 16:00 |
| Novorizontino | 2 - 1 | Goiás           | 4 de agosto | 18:30 |
| Operário-PR   | 2 - 0 | CRB             | 4 de agosto | 18:30 |
| Chapecoense   | 0 - 1 | Mirassol        | 5 de agosto | 18:30 |
| Vila Nova     | 2 - 2 | Paysandu        | 5 de agosto | 21:00 |
| Ceará         | 3 - 1 | Guarani         | 6 de agosto | 21:00 |

### Segunda vuelta
| Avaí            | 1 - 0 | Operário-PR   | 9 de agosto  | 19:15 |
| Paysandu        | 0 - 3 | Santos        | 9 de agosto  | 20:00 |
| Mirassol        | 2 - 0 | Brusque       | 9 de agosto  | 21:00 |
| América Mineiro | 3 - 1 | Botafogo-SP   | 9 de agosto  | 21:30 |
| Ituano          | 2 - 1 | Chapecoense   | 10 de agosto | 17:00 |
| Sport Recife    | 3 - 2 | Amazonas      | 10 de agosto | 17:00 |
| Coritiba        | 1 - 1 | Ponte Preta   | 11 de agosto | 16:00 |
| CRB             | 0 - 1 | Novorizontino | 11 de agosto | 18:30 |
| Guarani         | 2 - 0 | Vila Nova     | 12 de agosto | 20:00 |
| Goiás           | 2 - 1 | Ceará         | 12 de agosto | 21:00 |

| Operário-PR   | 1 - 2 | Ituano          | 15 de agosto | 21:00 |
| Ponte Preta   | 1 - 1 | Goiás           | 16 de agosto | 19:00 |
| Vila Nova     | 2 - 0 | Sport Recife    | 16 de agosto | 21:00 |
| Novorizontino | 1 - 1 | América Mineiro | 16 de agosto | 21:30 |
| Chapecoense   | 0 - 4 | Guarani         | 17 de agosto | 15:30 |
| Santos        | 0 - 1 | Avaí            | 17 de agosto | 16:00 |
| Ceará         | 1 - 2 | Mirassol        | 17 de agosto | 17:00 |
| Amazonas      | 2 - 0 | CRB             | 17 de agosto | 18:00 |
| Brusque       | 0 - 1 | Coritiba        | 18 de agosto | 16:00 |
| Botafogo-SP   | 1 - 1 | Paysandu        | 18 de agosto | 18:30 |

| Novorizontino   | 1 - 0 | Ituano      | 20 de agosto | 19:00 |
| Amazonas        | 2 - 1 | Ponte Preta | 20 de agosto | 21:00 |
| Operário-PR     | 2 - 3 | Vila Nova   | 20 de agosto | 21:30 |
| Guarani         | 1 - 1 | Santos      | 21 de agosto | 19:00 |
| Mirassol        | 1 - 2 | Botafogo-SP | 21 de agosto | 19:00 |
| América Mineiro | 0 - 0 | Chapecoense | 21 de agosto | 19:00 |
| CRB             | 0 - 2 | Ceará       | 21 de agosto | 20:00 |
| Goiás           | 4 - 1 | Brusque     | 21 de agosto | 21:00 |
| Avaí            | 1 - 0 | Paysandu    | 22 de agosto | 20:00 |
| Sport Recife    | 0 - 1 | Coritiba    | 22 de agosto | 21:00 |

| Ponte Preta | 0 - 1 | Operário-PR     | 23 de agosto | 21:30 |
| Santos      | 0 - 0 | Amazonas        | 24 de agosto | 16:00 |
| Ituano      | 1 - 0 | Goiás           | 24 de agosto | 17:00 |
| Chapecoense | 0 - 0 | CRB             | 25 de agosto | 18:30 |
| Vila Nova   | 1 - 0 | América Mineiro | 25 de agosto | 18:30 |
| Paysandu    | 0 - 0 | Mirassol        | 26 de agosto | 18:30 |
| Ceará       | 1 - 0 | Novorizontino   | 26 de agosto | 21:00 |
| Brusque     | 1 - 0 | Sport Recife    | 27 de agosto | 21:00 |
| Coritiba    | 1 - 0 | Avaí            | 27 de agosto | 21:30 |
| Botafogo-SP | 3 - 2 | Guarani         | 9 de octubre | 20:00 |

| Santos        | 2 - 2 | Ponte Preta     | 30 de agosto    | 21:30 |
| Chapecoense   | 1 - 1 | Botafogo-SP     | 31 de agosto    | 17:00 |
| Novorizontino | 2 - 0 | Vila Nova       | 31 de agosto    | 17:00 |
| CRB           | 1 - 2 | Avaí            | 31 de agosto    | 18:00 |
| Amazonas      | 1 - 1 | Ceará           | 1 de septiembre | 16:00 |
| Goiás         | 1 - 1 | Paysandu        | 1 de septiembre | 18:30 |
| Sport Recife  | 3 - 2 | Ituano          | 1 de septiembre | 19:30 |
| Operário-PR   | 0 - 0 | Brusque         | 1 de septiembre | 21:30 |
| Mirassol      | 1 - 0 | América Mineiro | 3 de septiembre | 19:30 |
| Guarani       | 2 - 1 | Coritiba        | 3 de septiembre | 21:30 |

| Vila Nova       | 1 - 0 | CRB           | 4 de septiembre | 20:00 |
| Paysandu        | 0 - 1 | Amazonas      | 5 de septiembre | 21:30 |
| Brusque         | 0 - 1 | Santos        | 7 de septiembre | 16:00 |
| Ituano          | 3 - 2 | Mirassol      | 7 de septiembre | 16:00 |
| Avaí            | 0 - 2 | Sport Recife  | 7 de septiembre | 19:00 |
| Ceará           | 2 - 1 | Operário-PR   | 8 de septiembre | 16:00 |
| América Mineiro | 3 - 0 | Guarani       | 8 de septiembre | 18:30 |
| Coritiba        | 2 - 2 | Novorizontino | 8 de septiembre | 18:30 |
| Botafogo-SP     | 1 - 0 | Goiás         | 9 de septiembre | 20:00 |
| Ponte Preta     | 0 - 2 | Chapecoense   | 9 de septiembre | 21:30 |

| Novorizontino | 2 - 0 | Botafogo-SP     | 13 de septiembre | 19:00 |
| Ponte Preta   | 1 - 4 | Ituano          | 13 de septiembre | 21:30 |
| Goiás         | 2 - 1 | Avaí            | 13 de septiembre | 21:30 |
| Paysandu      | 2 - 1 | Guarani         | 14 de septiembre | 17:00 |
| Brusque       | 3 - 1 | Vila Nova       | 14 de septiembre | 17:00 |
| Mirassol      | 0 - 0 | Amazonas        | 14 de septiembre | 18:00 |
| Santos        | 2 - 1 | América Mineiro | 15 de septiembre | 16:00 |
| Operário-PR   | 2 - 1 | Coritiba        | 15 de septiembre | 16:00 |
| Sport Recife  | 2 - 0 | CRB             | 15 de septiembre | 18:30 |
| Chapecoense   | 2 - 1 | Ceará           | 15 de septiembre | 18:30 |

| Novorizontino   | 1 - 0 | Brusque     | 17 de septiembre | 19:00 |
| Guarani         | 1 - 0 | Mirassol    | 17 de septiembre | 21:30 |
| Avaí            | 2 - 0 | Ituano      | 17 de septiembre | 21:30 |
| Sport Recife    | 1 - 1 | Goiás       | 18 de septiembre | 19:00 |
| Vila Nova       | 3 - 2 | Chapecoense | 18 de septiembre | 19:30 |
| Amazonas        | 2 - 1 | Operário-PR | 18 de septiembre | 21:00 |
| Coritiba        | 3 - 1 | Ceará       | 18 de septiembre | 21:30 |
| América Mineiro | 2 - 0 | Paysandu    | 18 de septiembre | 21:30 |
| CRB             | 0 - 1 | Ponte Preta | 19 de septiembre | 19:30 |
| Botafogo-SP     | 0 - 1 | Santos      | 19 de septiembre | 21:30 |

| Goiás       | 0 - 1 | Mirassol        | 21 de septiembre | 17:00 |
| Ituano      | 0 - 1 | Coritiba        | 21 de septiembre | 18:00 |
| Chapecoense | 1 - 0 | Avaí            | 22 de septiembre | 16:00 |
| Ceará       | 4 - 0 | Vila Nova       | 22 de septiembre | 18:30 |
| Paysandu    | 0 - 1 | Sport Recife    | 23 de septiembre | 18:30 |
| Santos      | 1 - 1 | Novorizontino   | 23 de septiembre | 21:00 |
| Brusque     | 1 - 0 | Amazonas        | 23 de septiembre | 21:30 |
| Operário-PR | 1 - 0 | Guarani         | 24 de septiembre | 19:00 |
| Ponte Preta | 0 - 2 | América Mineiro | 24 de septiembre | 21:30 |
| Botafogo-SP | 0 - 0 | CRB             | 24 de septiembre | 21:30 |

| Chapecoense | 2 - 0 | Amazonas        | 26 de septiembre | 19:00 |
| Ceará       | 1 - 0 | Brusque         | 27 de septiembre | 19:00 |
| Coritiba    | 0 - 0 | Goiás           | 27 de septiembre | 21:30 |
| Paysandu    | 1 - 0 | Ituano          | 27 de septiembre | 21:30 |
| Vila Nova   | 1 - 1 | Botafogo-SP     | 28 de septiembre | 17:00 |
| Santos      | 1 - 0 | Operário-PR     | 28 de septiembre | 18:00 |
| CRB         | 2 - 1 | América Mineiro | 29 de septiembre | 16:00 |
| Mirassol    | 0 - 0 | Sport Recife    | 29 de septiembre | 18:30 |

| Operário-PR     | 3 - 2 | Chapecoense   | 3 de octubre | 21:30 |
| América Mineiro | 2 - 1 | Coritiba      | 4 de octubre | 19:00 |
| CRB             | 3 - 2 | Paysandu      | 4 de octubre | 20:00 |
| Avaí            | 0 - 0 | Brusque       | 4 de octubre | 21:30 |
| Amazonas        | 1 - 0 | Novorizontino | 4 de octubre | 21:30 |
| Ponte Preta     | 1 - 0 | Botafogo-SP   | 5 de octubre | 17:00 |
| Ituano          | 1 - 0 | Guarani       | 5 de octubre | 17:00 |
| Mirassol        | 1 - 0 | Vila Nova     | 5 de octubre | 18:00 |
| Sport Recife    | 2 - 1 | Ceará         | 7 de octubre | 21:00 |
| Goiás           | 3 - 1 | Santos        | 7 de octubre | 21:00 |

| Paysandu      | 2 - 0 | Chapecoense     | 9 de octubre  | 21:00 |
| Novorizontino | 1 - 3 | Sport Recife    | 11 de octubre | 18:30 |
| Avaí          | 2 - 2 | América Mineiro | 11 de octubre | 21:00 |
| Ceará         | 1 - 0 | Ponte Preta     | 12 de octubre | 17:00 |
| Santos        | 3 - 2 | Mirassol        | 12 de octubre | 18:30 |
| Botafogo-SP   | 0 - 0 | Operário-PR     | 12 de octubre | 21:30 |
| Coritiba      | 3 - 1 | Amazonas        | 13 de octubre | 16:00 |
| Goiás         | 0 - 1 | Vila Nova       | 13 de octubre | 18:30 |
| Brusque       | 1 - 0 | Ituano          | 14 de octubre | 18:30 |
| Guarani       | 2 - 1 | CRB             | 14 de octubre | 21:00 |

| Chapecoense     | 3 - 2 | Santos        | 16 de octubre | 20:00 |
| América Mineiro | 2 - 2 | Goiás         | 17 de octubre | 20:00 |
| Brusque         | 1 - 2 | CRB           | 18 de octubre | 19:00 |
| Amazonas        | 2 - 1 | Avaí          | 18 de octubre | 21:30 |
| Vila Nova       | 0 - 3 | Coritiba      | 19 de octubre | 16:00 |
| Mirassol        | 1 - 0 | Novorizontino | 19 de octubre | 17:00 |
| Ituano          | 1 - 2 | Ceará         | 19 de octubre | 17:00 |
| Operário-PR     | 1 - 1 | Paysandu      | 20 de octubre | 11:00 |
| Ponte Preta     | 0 - 1 | Guarani       | 20 de octubre | 18:30 |
| Sport Recife    | 3 - 1 | Botafogo-SP   | 20 de octubre | 19:30 |

| Chapecoense   | 0 - 4 | Goiás           | 21 de octubre | 20:00 |
| CRB           | 0 - 1 | Mirassol        | 22 de octubre | 19:00 |
| Santos        | 1 - 0 | Ceará           | 22 de octubre | 19:00 |
| Novorizontino | 2 - 0 | Avaí            | 22 de octubre | 21:30 |
| Vila Nova     | 1 - 0 | Amazonas        | 22 de octubre | 21:30 |
| Ponte Preta   | 2 - 0 | Brusque         | 23 de octubre | 19:00 |
| Paysandu      | 2 - 1 | Coritiba        | 23 de octubre | 19:30 |
| Botafogo-SP   | 0 - 1 | Ituano          | 23 de octubre | 20:00 |
| Operário-PR   | 1 - 0 | América Mineiro | 23 de octubre | 21:30 |
| Sport Recife  | 4 - 0 | Guarani         | 24 de octubre | 21:30 |

| Avaí            | 3 - 0 | Vila Nova     | 25 de octubre | 21:30 |
| Mirassol        | 3 - 0 | Ponte Preta   | 26 de octubre | 17:00 |
| Ceará           | 2 - 1 | Paysandu      | 26 de octubre | 17:00 |
| Coritiba        | 2 - 1 | CRB           | 28 de octubre | 18:00 |
| Ituano          | 0 - 2 | Santos        | 28 de octubre | 19:00 |
| América Mineiro | 2 - 1 | Sport Recife  | 28 de octubre | 21:00 |
| Goiás           | 3 - 0 | Operário-PR   | 29 de octubre | 19:00 |
| Brusque         | 0 - 1 | Chapecoense   | 29 de octubre | 19:00 |
| Guarani         | 0 - 2 | Novorizontino | 29 de octubre | 21:30 |
| Amazonas        | 0 - 1 | Botafogo-SP   | 29 de octubre | 21:30 |

| Santos      | 3 - 0 | Vila Nova       | 2 de noviembre | 16:30 |
| Goiás       | 1 - 0 | Guarani         | 2 de noviembre | 17:00 |
| Chapecoense | 0 - 2 | Novorizontino   | 2 de noviembre | 17:00 |
| Ceará       | 2 - 0 | Avaí            | 3 de noviembre | 18:30 |
| Operário-PR | 2 - 1 | Sport Recife    | 4 de noviembre | 19:00 |
| Ponte Preta | 1 - 2 | Paysandu        | 4 de noviembre | 21:00 |
| Ituano      | 1 - 2 | CRB             | 4 de noviembre | 21:15 |
| Amazonas    | 1 - 0 | América Mineiro | 5 de noviembre | 19:00 |
| Brusque     | 0 - 1 | Botafogo-SP     | 5 de noviembre | 21:00 |
| Mirassol    | 4 - 1 | Coritiba        | 5 de noviembre | 21:30 |

| CRB             | 0 - 1 | Goiás       | 9 de noviembre  | 17:00 |
| Novorizontino   | 0 - 1 | Operário-PR | 9 de noviembre  | 17:00 |
| Sport Recife    | 1 - 1 | Chapecoense | 10 de noviembre | 18:30 |
| Avaí            | 0 - 0 | Mirassol    | 10 de noviembre | 19:00 |
| Vila Nova       | 2 - 1 | Ponte Preta | 11 de noviembre | 18:30 |
| Paysandu        | 1 - 0 | Brusque     | 11 de noviembre | 21:00 |
| Coritiba        | 0 - 2 | Santos      | 11 de noviembre | 21:00 |
| América Mineiro | 3 - 2 | Ituano      | 12 de noviembre | 19:00 |
| Guarani         | 0 - 0 | Amazonas    | 12 de noviembre | 21:00 |
| Botafogo-SP     | 1 - 4 | Ceará       | 12 de noviembre | 21:30 |

| Operário-PR   | 1 - 1 | Mirassol        | 15 de noviembre | 16:00 |
| Novorizontino | 1 - 1 | Paysandu        | 16 de noviembre | 17:00 |
| Amazonas      | 0 - 4 | Goiás           | 16 de noviembre | 19:00 |
| Vila Nova     | 3 - 4 | Ituano          | 16 de noviembre | 21:00 |
| Ponte Preta   | 0 - 4 | Sport Recife    | 16 de noviembre | 21:30 |
| Brusque       | 2 - 1 | Guarani         | 17 de noviembre | 11:00 |
| Santos (C)    | 0 - 2 | CRB             | 17 de noviembre | 16:00 |
| Chapecoense   | 2 - 1 | Coritiba        | 17 de noviembre | 16:00 |
| Botafogo-SP   | 1 - 3 | Avaí            | 18 de noviembre | 21:00 |
| Ceará         | 1 - 0 | América Mineiro | 18 de noviembre | 21:45 |

| Coritiba        | 1 - 3 | Botafogo-SP   | 22 de noviembre | 19:00 |
| Avaí            | 2 - 1 | Ponte Preta   | 22 de noviembre | 20:00 |
| Ituano          | 0 - 1 | Amazonas      | 22 de noviembre | 21:30 |
| CRB             | 1 - 1 | Operário-PR   | 24 de noviembre | 16:00 |
| Paysandu        | 2 - 1 | Vila Nova     | 24 de noviembre | 16:00 |
| Goiás           | 1 - 0 | Novorizontino | 24 de noviembre | 18:30 |
| Sport Recife    | 2 - 1 | Santos        | 24 de noviembre | 18:30 |
| Mirassol        | 1 - 0 | Chapecoense   | 24 de noviembre | 18:30 |
| Guarani         | 0 - 0 | Ceará         | 24 de noviembre | 18:30 |
| América Mineiro | 3 - 0 | Brusque       | 24 de noviembre | 18:30 |